# Жихор (район Харкова)
Жихор — район міста Харкова. Це колишнє село, що засноване у XVII столітті. Включене до складу Основ'янського району міста в серпні 1963 року. Знаходиться на лівому березі річки Уда. Розташований між Щербачівським бором, районом аеропорту, річкою Уда і селищем Бабаї.
Ділиться на Жихор -1, -2, -3. Через селище протікає річка Жихорець, ліва притока Уди.
Територія Жихора здебільшого забудована одноповерховими приватними будинками.

## Історія

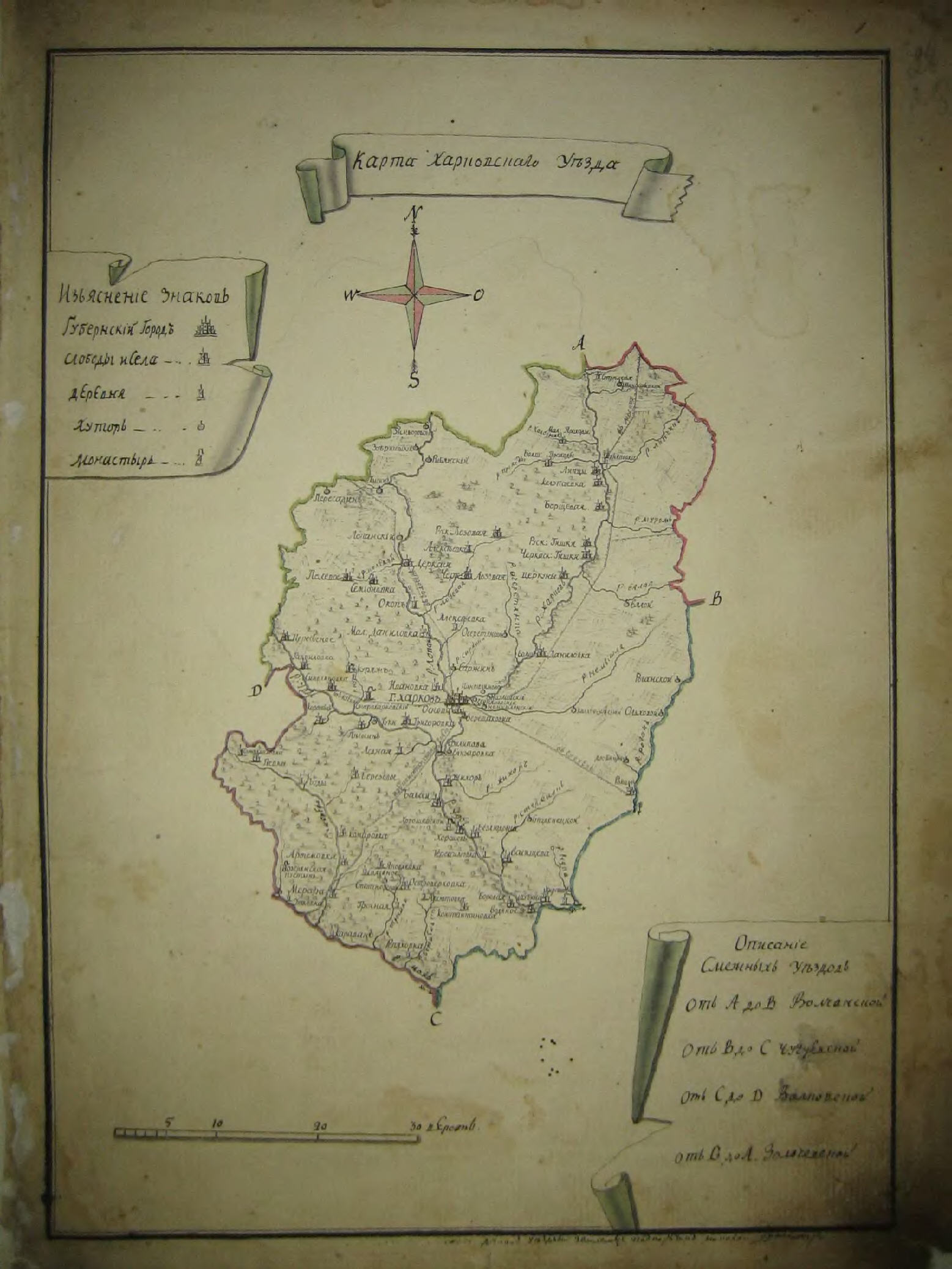
Мапа Харківського повіту, 1787 року. Жихор розташований на південь від міста Харкова.

Під час археологічних досліджень на території Жихора знайдено декілька поселень бронзової доби (ІІ-І тис. до н. е.) та скіфського періоду (VI—III ст. до н. е.). На території Жихора та Основи розкопані поселення дніпро-донецької культури, знайдені кам'яні сокири, кремнієві наконечники, різці, важелі, кераміка. Також у Жихорі залишилися пам'ятки перехідного періоду від бронзової доби до залізної, залишені кімерійцями. Також свої сліди залишили скіфи, представники черняхівської культури та скіфської лісостепної культури.
Село Жихор було засновано в 1655/1656 році. Тоді ж Сидір Колчінцов та Феодосій Димшинський з товаришами отримали садибні землі біля колодязя Жихоря, а також біля цього ж колодязя отримали землі для ріллі та косовиць.
Початково це поселення було селом росіян, але пізніше їх звідти було виселено, і у першій половині XVIII ст. Жихор стало селом українців, які належали козацькому полковнику Григорію Донцю та його нащадкам.
У 1656 році в зв'язку з будівництвом Харківської кріпості згадується лист від мешканців Жихора
У 1680 році відбулося чергова татарська навала на Слобожанщину, під час навали були пограбовані та знищені багато селищ Харківського повіту, зокрема: Дергачі, Лозова, Липці, Борщова та Жихор.
У грамоті 1699 року, згадується що у селі Бабаї та присілку Жихорі налічувалося 14 дворів росіян, а раніше їх налічувалося 90.
За переписом 1724 року, у Жихорі налічувалося 68 дворів.
У 1741 році було побудовано дерев'яну Миколаївську церкву.
У 1782 році село Жихор серед інших сел та присілків належав колезькому раднику Петру Андрійовичу Щербинину. Як вказано село знаходилося на лівому березі річки Уди, та на обох берегах річки Мокрий Жихор. На річці стояв млин, який належав Щербинину.
У 1846 році відновлено дерев'яну Миколаївську церкву, побудовану у 1741 році.
Станом на 1897 рік у селі мешкало 2 576 осіб (1 230 чоловічої, та 1 346 жіночої статі).
У 1900 році у Жихорі за проектом В. Х. Немкіна за рахунок прихожан було побудовано нову будівлю храму.
Жихор був центром Жихорської волості Харківського повіту.
У серпні 1963 року Жихор було включено до складу Червонозаводського (сучасного Основ'янського) району міста Харкова.

## Релігія
На території Жихора знаходиться Свято-Миколаївський храм (вулиця Гетьманська, 11). Храм освячений на честь святого Миколая згадується у селі Жихор ще у XVIII сторіччі, але сучасний храм було побудовано у 1900 році.
У 1741 році, було побудовано дерев'яну Миколаївську церкву, яку було відновлено у 1846 році. У 1900 році за проектом В. Х. Немкіна було побудовано новий кам'яний храм на кошти прихожан. До парафіян храму крім жихорців, також відносилися (1904 рік) мешканці хуторів Карачівка, Гусів, Мокрий Жихор.
Миколаївський храм один з уцілівших храмів Харкова.

## Транспорт

### Автобуси
- 68е: ст. М. «Просп. Гагаріна» — Жихор (в/ч «Лікво»)
- 154: ст. м. «Просп. Гагаріна» — Сімферопольське шосе — Оболона (м. Мерефа)
- 155: Кінний Ринок — Бабаї-1
- 187: ст. м. «Просп. Гагаріна» — Бабаї-2
- 605: ст. м. «Просп. Гагаріна» — Покотилівка (вул. Багалія)

Тролейбус
- 49: вул. Університетська — Жихор (вул. Кутаїська)